# Associação Atlética das Palmeiras
A Associação Atlética das Palmeiras foi um clube brasileiro de futebol da cidade de São Paulo. Fundada em 9 de novembro de 1902, suas cores eram preta e branca. Foi campeã paulista da Primeira Divisão (atual A1) por três vezes: em 1909, 1910 e 1915.
Seu mais célebre uniforme, tinha camisa branca com uma listra horizontal preta, calção e meias pretas, similar a ao tradicional uniforme do Olímpia do Paraguai. Também jogou com camisa preta, calção branco e meias pretas. Jogou ainda com uniforme diverso no título paulista de 1909: camisa com a metade esquerda preta e a metade direita branca, calção branco e meias pretas.

## História
A Associação Atlética das Palmeiras abrigava na sua constituição algumas das principais famílias da cidade. Seu campo ficava na Av. Angélica, onde na época havia apenas chácaras e terrenos vazios. Mas o time não era um time da várzea comum, jogava constantemente contra os segundos quadros das principais equipes da Liga e obtinha bons resultados.

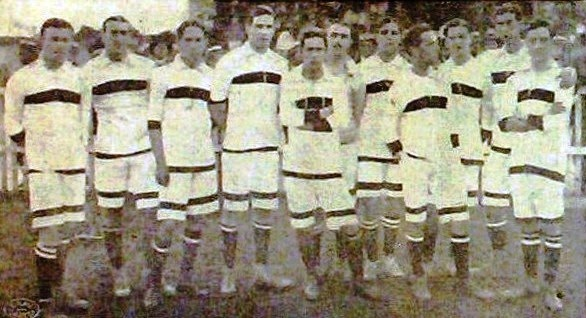
AA das Palmeiras - campeão de 1915.

Em 1904 a liga resolveu ampliar o número de clubes participantes e abriu uma nova vaga; todavia, além da Atlética das Palmeiras, o Internacional de Santos também estava interessado nela. Nesse ano, houve uma cisão no Paulistano e alguns de seus jogadores vieram reforçar o time. Foi disputado então um jogo que definiria o novo componente da liga, no qual a Atlética das Palmeiras venceu por 4 a 0 e passou a fazer parte da Primeira Divisão.
O clube foi se instalar na Chácara da Floresta, na região da Ponte Grande, onde se localizava o extinto Clube de Regatas São Paulo, antecessor do atual Centro Esportivo Tietê. A equipe se firmou e venceu os campeonatos de 1909/10 e 1915, se transformando num dos grandes do início do século.
Em 1916 a Associação Atlética das Palmeiras ajudou o recém-fundado Palestra Itália a ganhar uma vaga para disputar o Campeonato Paulista de Futebol pela primeira vez. Esse fato seria lembrado em 1942, quando o Palestra Itália foi obrigado a mudar de nome em função da 2ª Guerra Mundial, e passou a se chamar Sociedade Esportiva Palmeiras, em homenagem à A.A. das Palmeiras.
Na metade da década de 1920, a discussão em torno da profissionalização ou não do futebol paulista levou a um racha entre clubes pró-profissionalização liderados pelo Corinthians e Palestra Itália durante o campeonato da APEA em 1926, e clubes pró amadorismo e elitismo no esporte bretão liderados pelo Clube Atlético Paulistano, Sport Club Germânia e a Atlética.
Porém, a profissionalização era irreversível, e, após quatro temporadas, a Liga dos Amadores de Futebol é extinta, com seu líder, o Paulistano, fecha o departamento de futebol para a disputa do Paulistão. O das Palmeiras, após uma vexatória última colocação no Paulistão de 1928, e uma penúltima no Paulistão de 1929, ainda tentou se adaptar ao profissionalismo. Porém, decadente, endividado e sem condições de disputar o Paulistão de 1930, retira-se definitivamente de campo e termina extinto.
Em janeiro de 1930, alguns profissionais e diretores se juntaram com outros do C. A. Paulistano, cedendo patrimônio e jogadores, para dar origem ao São Paulo Futebol Clube.  O Tricolor Paulista herdou as cores que simbolizam a fusão das duas agremiações.

## Títulos
| INTERESTADUAIS |                         |         |                   |
|                | Competição              | Títulos | Temporadas        |
|                | Taça Salutaris          | 1       | 1911              |
| ESTADUAIS      |                         |         |                   |
|                | Competição              | Títulos | Temporadas        |
|                | Campeonato Paulista     | 3       | 1909, 1910 e 1915 |
|                | Torneio Início Paulista | 3       | 1922, 1923 e 1925 |